# Reunificación centroamericana

Mapa del Virreinato de Nueva España (1535-1821) con los actuales países de Costa Rica, El Salvador, Guatemala, Honduras y Nicaragua dentro de la Capitanía General de Guatemala (en rosa).

Mapa de la República Federal de Centroamérica (1824-1839).

La reunificación centroamericana, unionismo centroamericano o a veces llamado centroamericanismo, es la idea de restablecer la unidad política de los países de Centroamérica (Costa Rica, El Salvador, Guatemala, Honduras y Nicaragua), tal y como la tuvieron históricamente en distintas maneras hasta 1839. A veces también se incluye a Panamá, aunque esta presenta un desarrollo histórico diferente al del resto de los países centroamericanos.
Durante la época del virreinato, Costa Rica, El Salvador, Guatemala, Honduras y Nicaragua, formaron parte de la Capitanía General de Guatemala dentro del Virreinato de Nueva España desde 1535 hasta 1821. Después de la independencia, pasaron a ser un estado, las Provincias Unidas de Centroamérica, hasta 1824. Luego pasarían a formar la República Federal de Centroamérica que existió desde 1824 hasta su disolución en 1839.
En El Salvador y Honduras el movimiento ha sido seguido en distintos momentos por grupos y partidos políticos de extrema izquierda e ideología internacionalista. Desde 2014, también es apoyado por el movimiento social Movimiento Ciudadano para la Integración Centroamericana con consejos estatales en cuatro de los países centroamericanos. Desde 2018, el presidente de El Salvador Nayib Bukele también ha respaldado la idea.
No debe confundirse con el proceso de integración centroamericana o el Sistema de la Integración Centroamericana (SICA) que son iniciativas diplomáticas similares a las de la Unión Europea.

## Antecedentes

### SigloXIX
Uno de los casos más conocidos fue cuando el presidente guatemalteco liberal Justo Rufino Barrios con apoyo de Honduras y Estados Unidos trató de restablecer la Federación Centroamericana en la llamada Intentona de Barrios pero que se le puso fin con la muerte de éste en la Batalla de Chalchuapa.

### SigloXX
En febrero de 1922 se declaró el estado de sitio en El Salvador ante cualquier posible desorden público, mientras se debatía la adhesión a la Federación de Centro América.  Se creía en Guatemala que ya la iniciativa había fracasado a causa de Costa Rica y Nicaragua.  En 1925 se funda en Guatemala el Partido Socialista Centroamericano por Farabundo Martí y otros salvadoreños en el exilio, y que luego operaría también como Partido Comunista Centroamericano. En los setenta surgiría el Partido Revolucionario de los Trabajadores Centroamericanos particularmente activo en El Salvador y Honduras. 
En el 12 de septiembre de 1946, ocurrió una junta de jefes de Estado en Santa Ana, El Salvador, donde se firmó el Convenio de Santa Ana entre El Salvador y Guatemala. Los dos países convinieron estudiar las condiciones que permitirán la unidad política de Centro América por medio de una Comisión integrada por tres personas designadas por cada uno de los gobiernos suscritos al convenio. El convenio se dejó abierto a la adhesión de Costa Rica, Honduras y Nicaragua. Esta fue ratificada por El Salvador en el 19 de noviembre.

### Actualidad

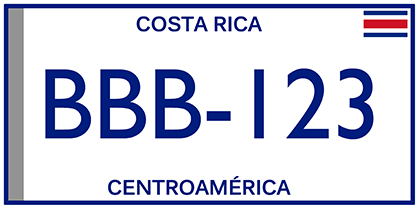
Matrícula de automóvil de Costa Rica con la palabra «Centroamérica».

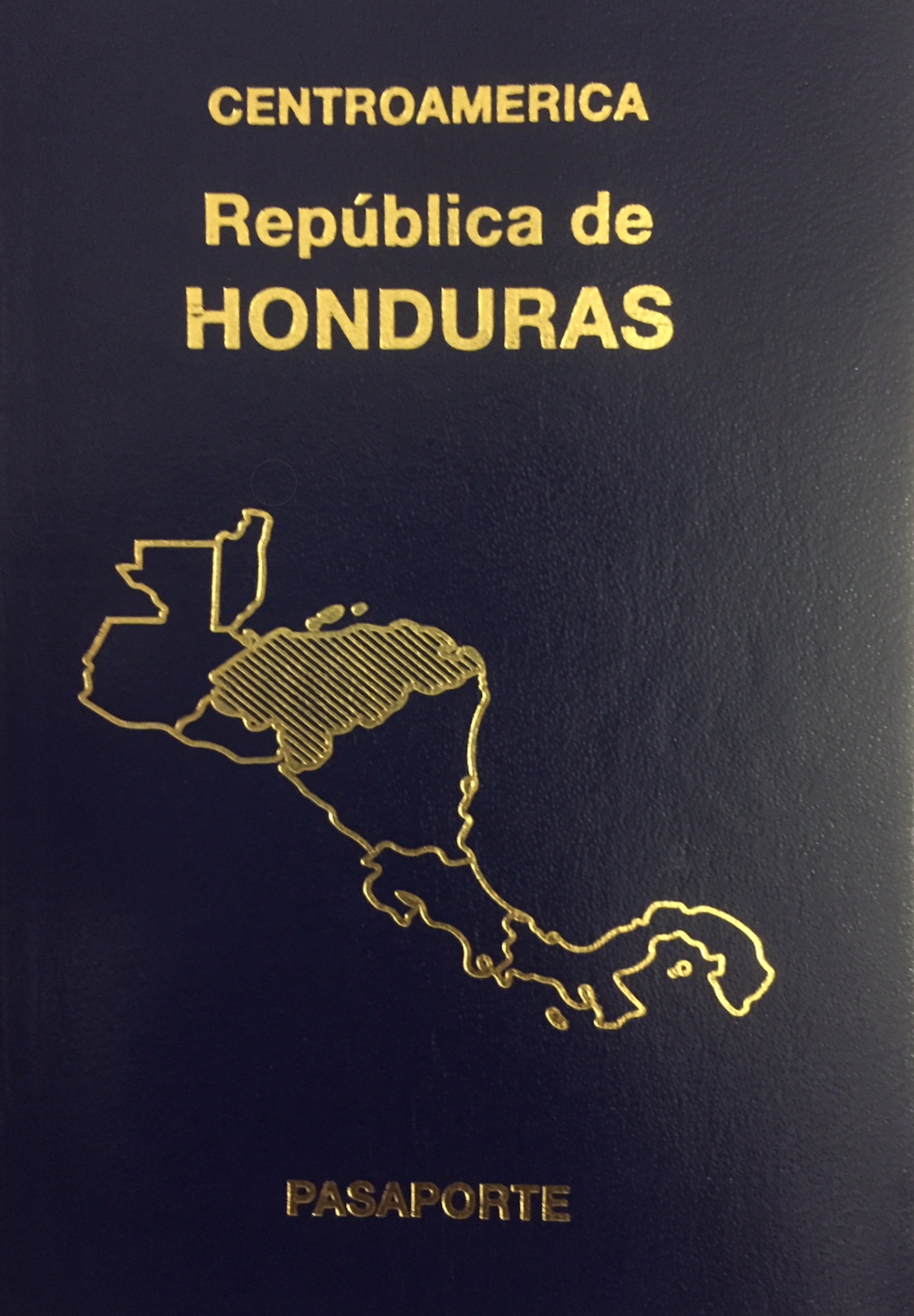
Pasaporte hondureño, ejemplo del pasaporte centroamericano, una estandarización de pasaportes entre los países centroamericanos desde 2007 como parte del proyecto de integración regional.

Algunos de los partidos que aún hoy activamente plantean la reunificación centroamericana son el Movimiento al Socialismo de Honduras, el nuevo Partido Socialista Centroamericano y el Partido de los Trabajadores de Costa Rica, todos los cuales son adeptos al trotskismo.

#### Matrícula de automóvil
Costa Rica, El Salvador, Guatemala, Honduras y Nicaragua tiene cierta estandarización en el diseño de sus matrículas de automóvil, con la palabra «Centroamérica» en la parte inferior de la placa.

#### Pasaporte centroamericano
En 2005 los gobiernos de El Salvador, Guatemala, Honduras y Nicaragua aprobaron el proyecto para la creación de un único pasaporte centroamericano entre esos cuatro países. En 2007, se emitieron los primeros pasaportes centroamericanos en Honduras. El pasaporte es parte del proceso de reintegración regional. El nuevo pasaporte muestra un diseño estandarizado entre los cuatro países con la palabra «Centroamérica» y la ubicación del país dentro de un plano de Centroamérica.

#### Apoyo de Nayib Bukele
Desde 2018, la figura de más alto peso en proponer la reunificación de Centroamérica, es el actual presidente de El Salvador Nayib Bukele.

## Tabla comparativa
| País        | Capital             | Área (km²)                                    | Población estimada (2025)                         | Índice de desarrollo humano (2023) | Moneda               | PIB (PPA) (2025)                                 | PIB (PPA) per cápita (2025) |
| ----------- | ------------------- | --------------------------------------------- | ------------------------------------------------- | ---------------------------------- | -------------------- | ------------------------------------------------ | --------------------------- |
| Costa Rica  | San José            | 51 100                                        | 5 373 000                                         | 0,833 (muy alto)                   | Colón                | $169 034 000                                     | $31 463                     |
| El Salvador | San Salvador        | 21 041                                        | 6 422 000                                         | 0,678 (medio)                      | Dólar estadounidense | $88 282 000                                      | $13 746                     |
| Guatemala   | Ciudad de Guatemala | 108 889                                       | 18 091 000                                        | 0,662 (medio)                      | Quetzal              | $282 833 000                                     | $15 634                     |
| Honduras    | Tegucigalpa         | 112 492                                       | 10 846 000                                        | 0,645 (medio)                      | Lempira              | $85 984 000                                      | $7 927                      |
| Nicaragua   | Managua             | 129 494                                       | 7 007 000                                         | 0,706 (alto)                       | Córdoba              | $63 810 000                                      | $9 107                      |
| Total       | ―                   | 423 016 (59° en el mundo, similar a Paraguay) | 47 739 000 (33° en el mundo, similar a Argentina) | ―                                  | ―                    | $689 943 000 (38° en el mundo, similar a Suecia) | ―                           |